# (4974) Elford
(4974) Elford es un asteroide perteneciente al cinturón de asteroides, descubierto el 14 de junio de 1990 por Robert H. McNaught desde el Observatorio de Siding Spring, Nueva Gales del Sur, Australia.

## Designación y nombre
Designado provisionalmente como 1990 LA. Fue nombrado Elford en honor al expresidente de la Comisión de la AIU 22 W. Graham Elford, se dedicó a la investigación de meteoros por radar tras haberse licenciado en el año 1949, trabajando en la Universidad de Adelaida.

## Características orbitales
Elford está situado a una distancia media del Sol de 2,606 ua, pudiendo alejarse hasta 2,885 ua y acercarse hasta 2,326 ua. Su excentricidad es 0,107 y la inclinación orbital 13,79 grados. Emplea 1536 días en completar una órbita alrededor del Sol.

## Características físicas
La magnitud absoluta de Elford es 12,8. Tiene 8,224 km de diámetro y su albedo se estima en 0,238.